# Suva Planina
Suva Planina  (cirílico serbio: Сува планина, que significa «montaña seca») es una montaña en el sureste de Serbia. Se encuentra entre las ciudades de Niška Banja al noroeste y Babušnica al sureste, con una cresta que se ramifica hacia Bela Palanka al norte. Anteriormente se llamaba Kunovica.
La cueva de Pešturina, en la montaña, es el lugar del primer descubrimiento de restos neandertales en Serbia, registrado en abril de 2019.

## Geografía
La montaña se extiende en dirección noroeste-sudeste. Divide dos valles, Sićevo (al noreste) y Zaplanje (al oeste). Su cresta tiene una longitud de 45 kilómetros y una anchura de hasta 15 kilómetros. Su vertiente norte comienza a 13 kilómetros al sur de Niška Banja, mientras que al sur termina en la cuenca de Lužnica. El geógrafo Jovan Cvijić, al estudiar la montaña, la llamó los Alpes del Sur de Serbia.
El macizo presenta formas y fenómenos de relieve cárstico notables, y la montaña es un tesoro de sedimentos de diferentes épocas ricos en flora y fauna fósiles. El relieve permite que incluso durante los duros inviernos, cuando los vientos forman ventisqueros, algunos pastos permanezcan descubiertos por la nieve. El pico más alto es el Trem ("porche"), con 1.810 metros, el segundo más alto es el Golemo Stražište, con 1.714 metros, así como el Litica ("acantilado"), con 1.683 metros, en el lado sureste de la montaña.
El nombre se debe a que sólo hay unos pocos manantiales en toda la montaña. Los dos más grandes son Bojanine Vode (cerca de Sokolov Kamen, a 860 metros), y Rakoš Česma (en el lado de Bela Palanka de la montaña). En el manantial de Rakoš hay un pequeño lago que sirve de abrevadero para los caballos salvajes de la montaña.

## Fauna silvestre
La montaña es conocida por la diversidad de su vegetación. En 2015 se registraron 1.261 especies de plantas diferentes en Suva Planina, lo que supone un tercio de la flora representada en el territorio de Serbia. Un gran número de plantas es endémico o relicto. Entre las especies endémicas figuran la rosa serbia (Rosa serbica) y la columbina de Pančić (Aquilegia pancicii). Los bosques caducifolios están formados por robles y hayas, mientras que el cinturón forestal de coníferas termina con la zona de pino mugo. Dentro de las zonas boscosas, hay numerosas comunidades de prados, pastizales, rocas, pedregales y claros rocosos.
Una fauna diversa habita en numerosos ecosistemas. Entre las especies animales se encuentran 259 especies de insectos (80 especies de mariposas principales), 14 especies de anfibios y reptiles, 13 especies de peces, 139 especies de aves y 25 especies de mamíferos. Algunos de los animales de la montaña son el tritón crestado del norte, la tortuga de Hermann, la víbora cornuda, el águila real, el campañol de nieve europeo, el lobo, el corzo, el jabalí, etc.
La sierra de Divna Gorica es conocida por los caballos asilvestrados. También vagan por las otras partes más altas de la montaña, por encima de los 1.600 m. Durante siglos, la población local mantenía a los caballos en establos durante el invierno, mientras que en primavera los dejaban vagar por la montaña. Como el número de habitantes se redujo, los caballos quedaron al aire libre todo el año, cuidados ocasionalmente por los habitantes que quedaban.

## Historia humana

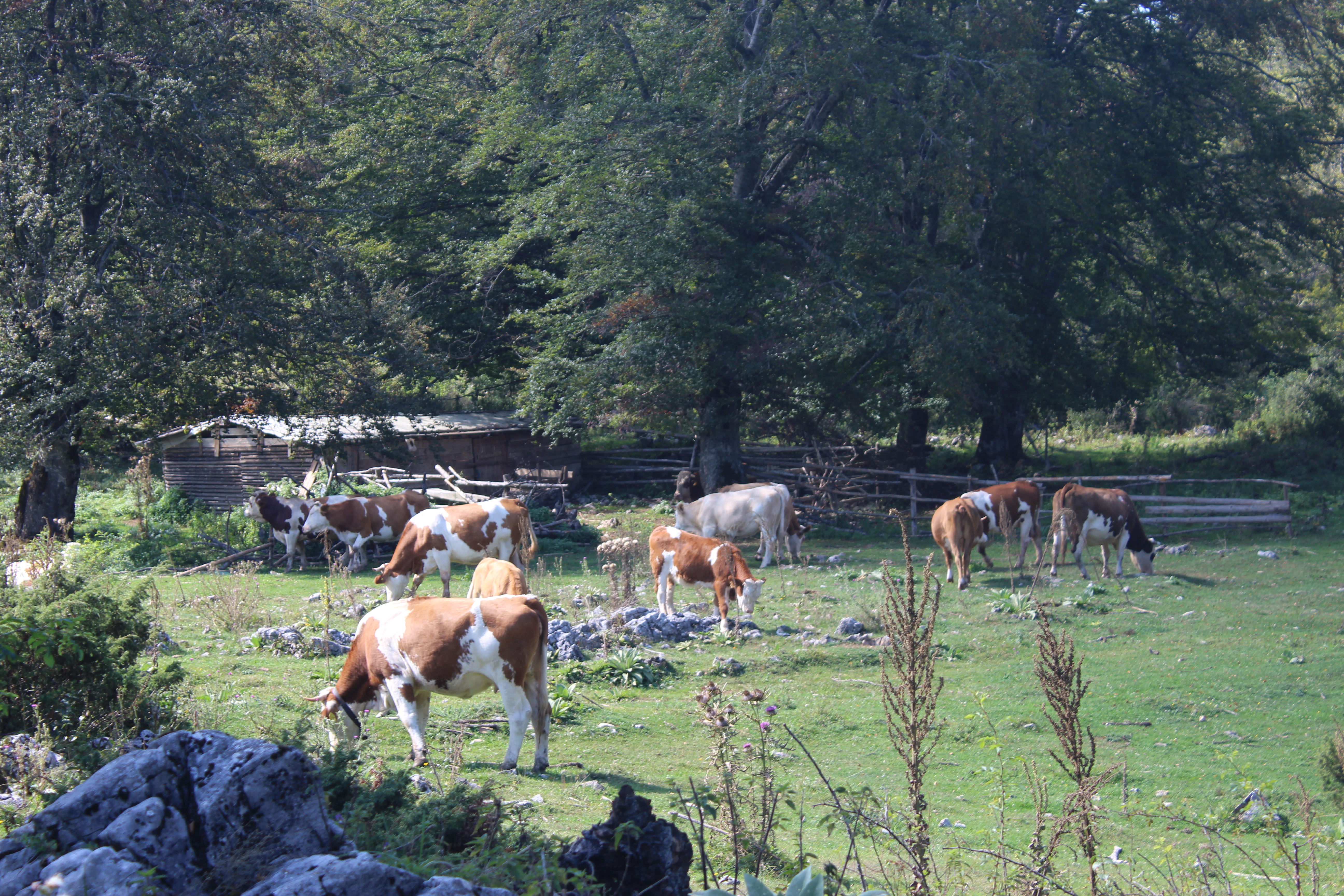
Ganado en la montaña de Suva.

### Neandertales
La cueva de Pešturina, apodada la "Atapuerca serbia", está situada en la ladera norte de la montaña. Desde 2006 la cueva ha sido objeto de un estudio arqueológico y se han descubierto artefactos del Paleolítico Medio y Superior. Los artefactos pertenecen a la cultura musteriense neandertal, y están datados entre 102.000 BP+ 5.000 y 39.000 BP + 3.000, lo que convierte a Pešturina en uno de los hábitats neandertales más longevos. En abril de 2019 se anunció el descubrimiento de restos neandertales, lo que supone el primer descubrimiento de este tipo en Serbia

### Historia posterior
Los rastros de la vía militar romana Via Militaris, que conectaba Singidunum (actual Belgrado) y Constantinopla (actual Estambul) son todavía visibles desde la montaña.
El modo tradicional de ganadería se desarrolló con el tiempo, al igual que la fruticultura y la viticultura. También hay numerosos objetos característicos de la etnoarquitectura de finales del siglo XIX, que representan un valioso y reconocible patrimonio cultural de la zona. La piedra para la construcción de casas también se extraía de la montaña. Sin embargo, en la década de 2020, la mayor parte de la actividad económica cesó debido a la despoblación masiva, siendo la calera del pueblo de Mali Krčimir una de las excepciones.

### Agricultura
La montaña sigue siendo conocida por la ganadería extensiva, en la que cientos de reses y caballos se dejan vagar libremente por la montaña durante la estación cálida, hasta principios de noviembre. En la temporada de 2021 había más de 800 reses y 200 caballos en la montaña, cuando el único manantial de agua de la montaña, Rakoš, se secó por completo en agosto debido al caluroso verano y la prolongada sequía. Ya hubo temporadas de sequía antes, por lo que la administración local ya contrató a militares para llevar agua a los animales, pero el contrato expiró y los militares se retiraron. Los pastores también contrataron a contratistas privados para que trajeran agua, pero se quedaron sin fondos. En septiembre, la situación se volvió terrible, ya que no tenía sentido llevar el ganado a las aldeas, ya que todas las fuentes de agua se secaron allí también, y el agua del grifo estaba muy restringida.
De las seis grandes sequías registradas desde 1990, ésta ha sido la más grave, ya que la montaña es cada vez más seca. Las autoridades locales calificaron la situación de catástrofe, y se adoptaron medidas a nivel nacional para ayudar a los animales, con la situación en la montaña convirtiéndose en noticia nacional. Los activistas y los donantes se organizaron, pero no pudieron proporcionar el agua suficiente. Al final, el Ministerio de Agricultura intervino, prometiendo pagar el transporte de agua, y el ejército reanudó el transporte de agua.
Sin embargo, desde la década de 1970, la población está disminuyendo, y los rebaños de ganado vacuno, y especialmente de ovejas, que antes eran grandes, ya no existen. Algunos miembros de las familias pasaban toda la temporada de calor en la montaña con los animales, produciendo queso y lana. En la década de 2020, la ganadería y la agricultura se ejercían sólo para las necesidades de los hogares locales.

## Turismo
Las laderas de esta montaña son populares para esquiar.
Cada último fin de semana de febrero se celebra un evento de montañismo, Zimski uspon na Trem ("Escalada de invierno en Trem"), que reúne a más de 600 montañeros de todos los rincones de los Balcanes. También es el mayor evento invernal de montaña de la región. Comenzó en 1997 y actualmente está organizado por el club de montañismo Železničar, con sede en Niš.

## Protección
La montaña se considera una exquisita reserva natural y un oasis de naturaleza prístina e inalterada en algunas partes. Desde 2010, Suva Planina fue objeto de un proceso de declaración como reserva natural especial. La reserva natural especial de Suva Planina fue declarada en 2015. La zona protegida abarca 181 kilómetros cuadrados. El nivel más alto de protección está reservado a las zonas no afectadas, o ligeramente alteradas por las viviendas humanas: se extiende desde el pico Mosor, más allá de los picos Sokolov Kamen, Trem, Točila y Smrdan, hasta Ržanca y Divna Gorica. Incluye los acantilados situados bajo estos picos en la cara norte de la montaña. El régimen de segundo grado incluye las zonas de Valožje, el pico Golemo Stražište y la zona aislada de Rubovac-Cerje (o Rebrine). La protección más baja abarca el 93,5% restante de la reserva.

## Galería
| - Laderas de Suva Planina en verano, de las cuales el Trem y el Sokolov Kamen son visibles aquí - Un grupo de montañeros en el pico Trem (escalada de invierno de 2005) - Los picos Trem y Sokolov Kamen fotografiados desde el pico Divna Gorica - El picoTrem visto desde Divna Gorica |